# Ali-Mammet-Arab
Ali-Mammet-Arab är en ort i Azerbajdzjan.   Den ligger i distriktet Siyəzən Rayonu, i den östra delen av landet, 100 kilometer nordväst om huvudstaden Baku. Antalet invånare är 934.
Terrängen runt Ali-Mammet-Arab är platt åt nordost, men åt sydväst är den kuperad. Närmaste större samhälle är Divichibazar, 19,6 kilometer nordväst om Ali-Mammet-Arab.